# Język viid
Język viid, także: find, senggi (a. sengi) – język papuaski używany w prowincji Papua w Indonezji, przez członków ludu Senggi, blisko granicy z Papuą-Nową Gwineą. Należy do rodziny języków granicznych.
Według danych z 2005 roku posługuje się nim 250 osób, mieszkańców wsi Senggi (dystrykt Senggi, kabupaten Keerom). Jest zagrożony wymarciem, znajduje się pod naciskiem języków indonezyjskiego i malajskiego papuaskiego. 
Nazwa Senggi (która określa również język) została im nadana przez sąsiednie grupy etniczne (Arso, Waris i Jayapura). Sama społeczność określa się jako orang Find lub orang Afraa.